# Yves Cruchten
Yves Cruchten, né le 1er mai 1975 à Pétange (Luxembourg), est un homme politique luxembourgeois, président du Parti ouvrier socialiste luxembourgeois (LSAP) depuis le 8 mars 2020,.

## Biographie
Né le 1er mai 1975, Yves Cruchten est fonctionnaire.
À la suite des élections législatives du 20 octobre 2013, Yves Cruchten fait son entrée au sein de la Chambre des députés pour la circonscription Sud où il représente le Parti ouvrier socialiste luxembourgeois.